# Hamdi Kasraoui
Hamdi Kasraoui (arab. حمدي قصروي, ur. 18 stycznia 1983 w Susie) – piłkarz tunezyjski grający na pozycji bramkarza.

## Kariera klubowa
Kasraoui jest wychowankiem klubu JS Kairouan, wywodzącego się z jego rodzinnej miejscowości Kairouan. Grał tam w drużynach młodzieżowych i w 2002 roku przeszedł do stołecznego Espérance. Wtedy też zadebiutował w lidze tunezyjskiej, jednak był rezerwowym dla reprezentanta Wybrzeża Kości Słoniowej, Jeana-Jacques'a Tizié. W 2006 roku Hamdi wywalczył mistrzostwo Tunezji oraz zdobył Puchar Tunezji. Po sezonie Tizié odszedł do Zamaleku SC i Kasraoui został pierwszym bramkarzem. W sezonie 2006/2007 po raz drugi w karierze został mistrzem kraju.
W 2009 roku Kasraoui przeszedł do RC Lens. Następnie grał w Club Sportif Sfaxien (2012-2013), Stade Tunisien (2013-2014) i CA Bizertin (2015-2018).
| Sezon   | Klub                 | Kraj    | Rozgrywki | Mecze | Bramki | Rozgrywki Europy | Mecze | Bramki |
| ------- | -------------------- | ------- | --------- | ----- | ------ | ---------------- | ----- | ------ |
| 2003/04 | Espérance Tunis      | Tunezja | T.Ligue 1 | ?     | ?      | -                | -     | -      |
| 2004/05 | Espérance Tunis      | Tunezja | T.Ligue 1 | 10    | 0      | -                | -     | -      |
| 2005/06 | Espérance Tunis      | Tunezja | T.Ligue 1 | 21    | 0      | -                | -     | -      |
| 2006/07 | Espérance Tunis      | Tunezja | T.Ligue 1 | 23    | 0      | -                | -     | -      |
| 2007/08 | Espérance Tunis      | Tunezja | T.Ligue 1 | 22    | 0      | -                | -     | -      |
| 2008/09 | Espérance Tunis      | Tunezja | T.Ligue 1 | 12    | 0      | -                | -     | -      |
| 2009/10 | RC Lens              | Francja | Ligue 1   | 6     | 0      | -                | -     | -      |
| 2010/11 | RC Lens              | Francja | Ligue 1   | 7     | 0      | -                | -     | -      |
| 2011/12 | RC Lens              | Francja | Ligue 2   | 15    | 0      | -                | -     | -      |
| 2012/13 | RC Lens              | Francja | Ligue 2   | 0     | 0      | -                | -     | -      |
| 2012/13 | Club Sportif Sfaxien | Tunezja | T.Ligue 1 | 8     | 0      | -                | -     | -      |
| 2013/14 | Stade Tunisien       | Tunezja | T.Ligue 1 | 17    | 0      | -                | -     | -      |
| 2015/16 | CA Bizertin          | Tunezja | T.Ligue 1 | 13    | 0      | -                | -     | -      |
| 2016/17 | CA Bizertin          | Tunezja | T.Ligue 1 | 26    | 0      | -                | -     | -      |
| 2017/18 | CA Bizertin          | Tunezja | T.Ligue 1 | 4     | 0      | -                | -     | -      |

## Kariera reprezentacyjna
W reprezentacji Tunezji Kasraoui zadebiutował 27 maja 2005 roku w wygranym 4:1 towarzyskim meczu z Angolą. W tym samym roku był członkiem kadry na Puchar Konfederacji, a w 2006 na Puchar Narodów Afryki. Pół roku po mistrzostwach kontynentu selekcjoner Roger Lemerre powołał go na Mistrzostwa Świata w Niemczech, gdzie był rezerwowym dla Alego Boumnijela. W kadrze narodowej od 2005 do 2012 rozegrał 34 mecze.